# .sm
.sm е интернет домейн от първо ниво за Сан Марино. Представен е на 16 август 1995 г. Администрира се от Telecom Italia San Marino.